# Крамер, Итске
Итске Крамер (род. 1973) — голландский  антрополог с научными интересами в области корпоративного управления.  По мнению Крамер, распространение COVID-19 в Нидерландах привело к коллективному культурному шоку, который может навсегда изменить голландское общество.

## Биография
Родилась в (1973) году. В 1998 получила диплом магистра (мастера) по культурной антропологии Утрехтского университета. Много лет работала тренером в области лидерства и коммуникации. В 2006 основала сетевое сообщество Human Dimensions с базой в Голландии. Работает преподавателем дисциплины «культурная динамика» в университете TIO
Крамер разработала программы межкультурного взаимодействия для различных транснациональных корпораций и организаций, таких как Shell, Unilever R&D, Mercedes-Benz CAC, Philips, ArboUnie, KPN, National Railway Company (NS), Nyenrode University, Telia Sweden, Yokogawa, Petro-Canada Netherlands B.V., KLM and War Child.

## Теория культурного шока
Центральной темой философии Крамер является вопрос о взаимодействии людей. Её интересуют методы адаптации социумов к резким переменам условий жизни. Так, в 2009 году она провела исследование в Южной Африке о том, как различные группы населения адаптировались к отмене апартеида. В 2019 году она посетила Того, для того чтобы вникнуть в религию вуду и роль соответствующих ритуалов в обществе. В основном её интересуют вопросы взаимодействия людей с конфликтующими интересами. На основе своих поездок по странам Третьего мира, написала книгу Jam Cultures о столкновении культур и о том, как отличаться от других.
Крамер утверждает, что пандемия коронавируса привела к коллективному культурному шоку в Голландии. По её мнению, новая ситуация потребует усилий от каждого жителя страны. Термин «культурный шок» она позаимствовала у канадского антрополога Калерво Оберга, который ввел его в научный оборот в 1954 году (в 1950‑х годах люди впервые массово стали отправляться в тропики на отдых или на работу в другие страны).
Оберг выделяет четыре последовательных фазы культурного шока. Первый этап он называет фазой медового месяца, когда все ещё волнительно, ново и похоже на поездку в экзотическую страну. Первое столкновение с иной культурой часто вызывает стресс и разочарование и заставляет человека изменить свое поведение. Характерной чертой культурного шока является то, что некоторые люди ищут причину фрустрации вне себя. Результатом может быть страх перед незнакомцами.
Второй этап — кризисный. Люди борются с новыми обстоятельствами и чувствуют беспокойство и угрозу. Настает время для критической самооценки.
Третья фаза — период восстановления, начинается, когда ситуация кажется нормализованной. Наконец, на последнем этапе (корректировка) люди учатся относиться к изменившимся обстоятельствам и вести себя соответственно.